# Maximilian Krah
Maximilian Krah, född 28 januari 1977 i Räckelwitz i Östtyskland, är en tysk jurist och högerextrem politiker. Han är sedan 2016 medlem i det nationalistiska partiet Alternativ för Tyskland, som han representerar i Europaparlamentet sedan valet 2019. Inför 2024 års val har han röstats fram som partiets toppkandidat.
Krah är kritisk till wokeism, globalism, och lika rättigheter för HBTQ-personer. Han har även anklagats för att ha fått ekonomiska förmåner från Kina för att uttrycka sig positivt om landet i EU.

## Biografi
Krah är född i Räckelwitz, nära Bautzen, i dåvarande Östtyskland. Han är uppvuxen i Dresden, och efter att ha genomfört sin värnplikt avlade han en juristexamen vid Dresdens tekniska universitet. Han är far till åtta barn.

## Politisk karriär
Som 14-åring anslöt sig Krah till Junge union, tyska kristdemokraternas (CDU) ungdomsförbund. Han var medlem i CDU från 1996 fram till 2016, då han gick med i högerextrema Alternativ för Tyskland. I Europaparlamentsvalet 2019 var han trea på partiets kandidatlista, och erhöll en plats i Europaparlamentet då partiet fick nio mandat. Inför valet 2024 valdes han med 65% av rösterna till partiets toppkandidat.
2023 hamnade han i blåsväder då han anklagades för kontraktsbedrägeri, då han riggat en budgivning för att gynna ett företag som var kopplat till honom. Detta ledde till att han stängdes av från sin partigrupp Identitet och demokrati.

## Åsikter
Krah är högerextremist och beskriver Alternativ för Tyskland "som det mest spännande högerextrema partiet i Europa". Partiet är euroskeptiskt och vill att EU ska reformeras för att makten ska återlämnas till medlemsnationerna. Krah är en kritiker av globalism och wokeism, som han menar hotar Europas existens, och säger även att lika rättigheter för queerpersoner och andra minoriteter är hatfullt mot den egna "traditionen och kulturen, och förkastande av familjen".  När talibanerna intagit Afghanistans huvudstad Kabul efter att USA dragit tillbaka sina styrkor i slutet av Afghanistankriget, sade han att det var det "enda rätta svaret på Pride-månaden", då USA:s ambassad i Kabul några veckor tidigare hissat regnbågsflaggan. Han är aktiv på tiktok, och använder plattformen för att locka unga människor.
Krah har även gjort flera Kinavänliga uttalanden. Han menar att rapporterna om folkmordet på uigurer är "antikinesisk propaganda", och tycker generellt att Kinas ageranden inte ska påverka tysk utrikes- och finanspolitik. En utredning genomförd av Frankfurter Allgemeine har visat att han erhållit finansiellt stöd från Kina.